# Grande Prêmio do México de 2018
Grande Prêmio do México de 2018 (formalmente denominado Formula 1 Gran Premio de México 2018) foi a décima nona etapa da temporada de 2018 da Fórmula 1. Disputada em 28 de outubro de 2018 no Autódromo Hermanos Rodríguez, Cidade do México, México.

## Relatório

### Treino Classificatório
Q1
Eliminados: Romain Grosjean (Haas), Stoffel Vandoorne (McLaren), Kevin Magnussen (Haas), Lance Stroll (Williams) e Sergey Sirotkin (Williams).
Q2
Eliminados: Esteban Ocon (Racing Point), Fernando Alonso (McLaren), Sergio Pérez (Racing Point), Brendon Hartley (Toro Rosso) e Pierre Gasly (Toro Rosso).

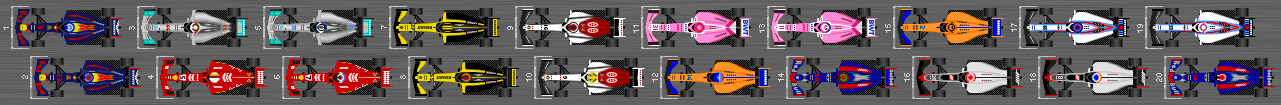
Grid de Largada

Q3

## Pneus
| Nome do composto | Cor | Banda de rolamento | Condições de Tempo | Dry Type                           | Aderência      | Longevidade   |
| ---------------- | --- | ------------------ | ------------------ | ---------------------------------- | -------------- | ------------- |
| Hiper Macio      |     | Slick (P Zero)     | Seco               | Hypersoft                          | Mais aderência | Menos durável |
| Ultra Macio      |     | Slick (P Zero)     | Seco               | Ultrasoft                          | Médio          | Médio         |
| Super Macio      |     | Slick (P Zero)     | Seco               | Supersoft                          | Médio          | Médio         |
| Intermediário    |     | Sulcos (Cinturato) | Molhado            | Intermediate (água não estagnante) | —              | —             |
| Chuva            |     | Sulcos (Cinturato) | Molhado            | Wet (água estagnante)              | —              | —             |

## Resultados

### Treino Classificatório
| Pos.                    | Nº | Piloto            | Construtor                | Q1       | Q2       | Q3       | Grid |
| ----------------------- | -- | ----------------- | ------------------------- | -------- | -------- | -------- | ---- |
| 1                       | 3  | Daniel Ricciardo  | Red Bull Racing-TAG Heuer | 1:15.866 | 1:15.845 | 1:14.759 | 1    |
| 2                       | 33 | Max Verstappen    | Red Bull Racing-TAG Heuer | 1:15.756 | 1:15.640 | 1:14.785 | 2    |
| 3                       | 44 | Lewis Hamilton    | Mercedes                  | 1:15.673 | 1:15.644 | 1:14.894 | 3    |
| 4                       | 5  | Sebastian Vettel  | Ferrari                   | 1:16.089 | 1:15.715 | 1:14.970 | 4    |
| 5                       | 77 | Valtteri Bottas   | Mercedes                  | 1:15.580 | 1:15.923 | 1:15.160 | 5    |
| 6                       | 7  | Kimi Räikkönen    | Ferrari                   | 1:16.446 | 1:15.996 | 1:15.330 | 6    |
| 7                       | 27 | Nico Hülkenberg   | Renault                   | 1:16.498 | 1:16.126 | 1:15.827 | 7    |
| 8                       | 55 | Carlos Sainz Jr.  | Renault                   | 1:16.813 | 1:16.188 | 1:16.084 | 8    |
| 9                       | 16 | Charles Leclerc   | Sauber-Ferrari            | 1:16.862 | 1:16.320 | 1:16.189 | 9    |
| 10                      | 9  | Marcus Ericsson   | Sauber-Ferrari            | 1:16.701 | 1:16.633 | 1:16.513 | 10   |
| 11                      | 31 | Esteban Ocon      | Racing Point-Mercedes     | 1:16.252 | 1:16.844 |          | 11   |
| 12                      | 14 | Fernando Alonso   | McLaren-Renault           | 1:16.857 | 1:16.871 |          | 12   |
| 13                      | 11 | Sergio Pérez      | Racing Point-Mercedes     | 1:16.242 | 1:17.167 |          | 13   |
| 14                      | 28 | Brendon Hartley   | Scuderia Toro Rosso-Honda | 1:16.682 | 1:17.184 |          | 14   |
| 15                      | 10 | Pierre Gasly      | Scuderia Toro Rosso-Honda | 1:16.828 | S/Tempo  |          | 201  |
| 16                      | 8  | Romain Grosjean   | Haas-Ferrari              | 1:16.911 |          |          | 182  |
| 17                      | 2  | Stoffel Vandoorne | McLaren-Renault           | 1:16.966 |          |          | 15   |
| 18                      | 20 | Kevin Magnussen   | Haas-Ferrari              | 1:17.599 |          |          | 16   |
| 19                      | 18 | Lance Stroll      | Williams-Mercedes         | 1:17.689 |          |          | 17   |
| 20                      | 35 | Sergey Sirotkin   | Williams-Mercedes         | 1:17.886 |          |          | 19   |
| Tempo dos 107%:1:20.870 |    |                   |                           |          |          |          |      |
| Fonte:                  |    |                   |                           |          |          |          |      |

Notas
- ↑1  – Pierre Gasly received a 20-place grid penalty: 15 places for exceeding his quota of power unit elements and 5 places for an unscheduled gearbox change.
- ↑2  – Romain Grosjean received a three-place grid penalty for causing a collision in the previous round.

### Corrida

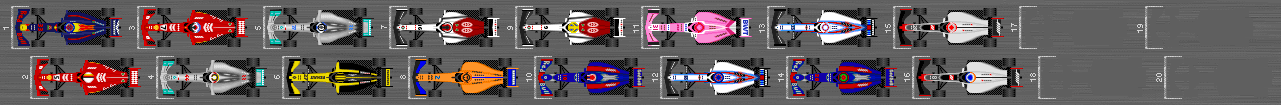
Resultado da corrida

| Pos.   | Nu. | Piloto            | Construtor                | Voltas | Tempo/Retirado | Grid | Pontos |
| ------ | --- | ----------------- | ------------------------- | ------ | -------------- | ---- | ------ |
| 1      | 33  | Max Verstappen    | Red Bull Racing-TAG Heuer | 71     | 1:38:28.851    | 2    | 25     |
| 2      | 5   | Sebastian Vettel  | Ferrari                   | 71     | +17.316        | 4    | 18     |
| 3      | 7   | Kimi Räikkönen    | Ferrari                   | 71     | +49.914        | 6    | 15     |
| 4      | 44  | Lewis Hamilton    | Mercedes                  | 71     | +1:18.738      | 3    | 12     |
| 5      | 77  | Valtteri Bottas   | Mercedes                  | 70     | +1 volta       | 5    | 10     |
| 6      | 27  | Nico Hülkenberg   | Renault                   | 69     | +2 voltas      | 7    | 8      |
| 7      | 16  | Charles Leclerc   | Sauber-Ferrari            | 69     | +2 voltas      | 9    | 6      |
| 8      | 2   | Stoffel Vandoorne | McLaren-Renault           | 69     | +2 voltas      | 15   | 4      |
| 9      | 9   | Marcus Ericsson   | Sauber-Ferrari            | 69     | +2 voltas      | 10   | 2      |
| 10     | 10  | Pierre Gasly      | Scuderia Toro Rosso-Honda | 69     | +2 voltas      | 20   | 1      |
| 11     | 31  | Esteban Ocon      | Racing Point-Mercedes     | 69     | +2 voltas      | 11   |        |
| 12     | 18  | Lance Stroll      | Williams-Mercedes         | 69     | +2 voltas      | 17   |        |
| 13     | 35  | Sergey Sirotkin   | Williams-Mercedes         | 69     | +2 voltas      | 19   |        |
| 14     | 28  | Brendon Hartley   | Scuderia Toro Rosso-Honda | 69     | +2 voltas1     | 14   |        |
| 15     | 20  | Kevin Magnussen   | Haas-Ferrari              | 69     | +2 voltas      | 16   |        |
| 16     | 8   | Romain Grosjean   | Haas-Ferrari              | 68     | +3 voltas      | 18   |        |
| Ret    | 3   | Daniel Ricciardo  | Red Bull Racing-TAG Heuer | 61     | Hidráulico     | 1    |        |
| Ret    | 11  | Sergio Pérez      | Racing Point-Mercedes     | 38     | Freios         | 13   |        |
| Ret    | 55  | Carlos Sainz Jr.  | Renault                   | 28     | Bateria        | 8    |        |
| Ret    | 14  | Fernando Alonso   | McLaren-Renault           | 3      | Water pressure | 12   |        |
| Fonte: |     |                   |                           |        |                |      |        |

## Curiosidade
- Lewis Hamilton é Pentacampeão Mundial de Fórmula 1, igualando o número de títulos de Juan Manuel Fangio.
- Últimos pontos de Stoffel Vandoorne e Marcus Ericsson.
- Última vitória da TAG Heuer na Fórmula 1.
- Última vitória de Max Verstappen e da Red Bull na temporada.

## Voltas na Liderança
- Commons

| Nº de Voltas | Piloto           | Voltas       |
| ------------ | ---------------- | ------------ |
| 67           | Max Verstappen   | (1-14;17-71) |
| 4            | Sebastian Vettel | (14-17)      |

## 2018DHLFastest Pit Stop Award

### Resultado
| 1      |  |  |  |  | 25 |
| 2      |  |  |  |  | 18 |
| 3      |  |  |  |  | 15 |
| 4      |  |  |  |  | 12 |
| 5      |  |  |  |  | 10 |
| 6      |  |  |  |  | 8  |
| 7      |  |  |  |  | 6  |
| 8      |  |  |  |  | 4  |
| 9      |  |  |  |  | 2  |
| 10     |  |  |  |  | 1  |
| Fonte: |  |  |  |  |    |

### Classificação
| Tabela do DHL Fastest Pit Stop Award \| Pos \| Construtor \| Pontos \| Var \| \| --- \| ---------- \| ------ \| --- \| \| 1 \| \| \| \| \| 2 \| \| \| \| \| 3 \| \| \| \| \| 4 \| \| \| \| \| 5 \| \| \| \| \| 6 \| \| \| \| \| 7 \| \| \| \| \| 8 \| \| \| \| \| 9 \| \| \| \| \| 10 \| \| \| \| |            |        |     |
| Pos | Construtor | Pontos | Var |
| 1 |            |        |     |
| 2 |            |        |     |
| 3 |            |        |     |
| 4 |            |        |     |
| 5 |            |        |     |
| 6 |            |        |     |
| 7 |            |        |     |
| 8 |            |        |     |
| 9 |            |        |     |
| 10 |            |        |     |

## Tabela do campeonato após a corrida
Somente as cinco primeiras posições estão incluídas nas tabelas.
| Pos | Piloto           | Pontos | Var |
| --- | ---------------- | ------ | --- |
| 1   | Lewis Hamilton   | 358    | 0   |
| 2   | Sebastian Vettel | 294    | 0   |
| 3   | Kimi Räikkönen   | 236    | 0   |
| 4   | Valtteri Bottas  | 227    | 0   |
| 5   | Max Verstappen   | 173    | 0   |

| Pos | Construtor         | Pontos | Var |
| --- | ------------------ | ------ | --- |
| 1   | Mercedes           | 585    | 0   |
| 2   | Ferrari            | 530    | 0   |
| 3   | Red Bull-TAG Heuer | 362    | 0   |
| 4   | Renault            | 114    | 0   |
| 5   | Haas-Ferrari       | 84     | 0   |

|  |              |
|  | Campeão      |
|  | Vice-Campeão |
|  | 3º Colocado  |